# Anna Jantar
Anna Jantar (de son nom de jeune fille Anna Maria Szmeterling, née le 10 juin 1950 à Poznań (Pologne)) est une chanteuse polonaise- hongroise disparue prématurément dans un tragique accident d'avion en mars 1980.

## Biographie

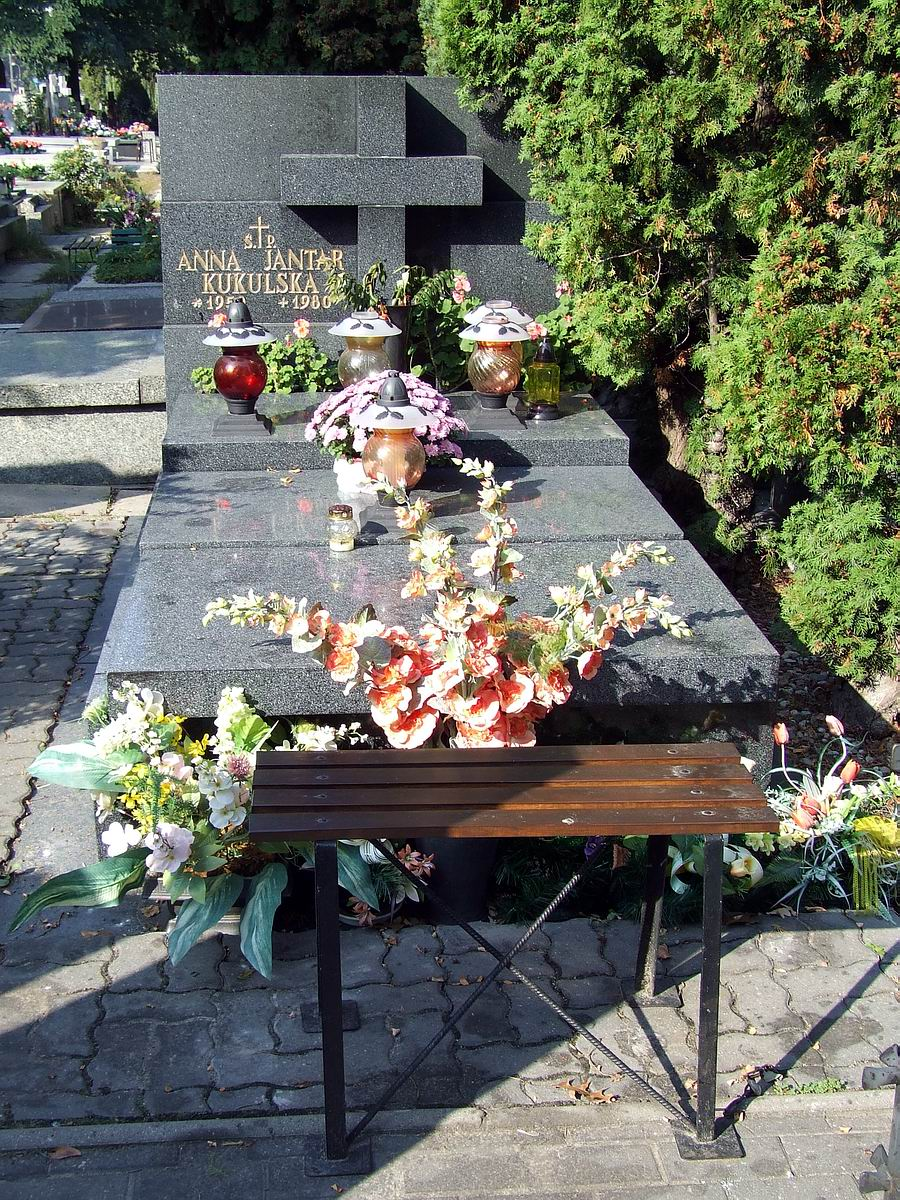
Tombe d'Anna Jantar Kukulska au cimetière de Varsovie.

De 1965 à 1969, elle effectue sa scolarité secondaire au Lycée Adam-Mickiewicz de Poznań (pl) tout en fréquentant une école de musique. Elle réussit ensuite l'examen d'entrée à l'École nationale supérieure de théâtre de Varsovie, mais ne peut s'inscrire effectivement en raison du manque de places.
Sa carrière artistique commence dès 1968, sous son nom d'Anna Szmeterling. Elle est membre du groupe Polne Kwiaty (pl) (Fleurs des champs) et enregistre notamment à la radio de Poznań la chanson Co ja w tobie widziałam.
À partir de 1969, elle devient la chanteuse du groupe Waganci (pl) où elle rencontre Jarosław Kukulski (pl), son futur mari qu'elle épouse le 11 avril 1971 à Poznań.
En 1972, elle commence une carrière solo sous le nom de scène d'Anna Jantar.
En 1973, elle est pour la première fois une des vedettes du Festival d'Opole (Krajowy Festiwal Piosenki Polskiej w Opolu)
En 1976, elle met au monde une fille, la future chanteuse, auteur et productrice Natalia Kukulska.
Elle disparaît tragiquement dans une catastrophe aérienne en mars 1980 après une tournée aux États-Unis.

## Discographie

### EP (4 titres)
- 1971 – Waganci

1. Co ja w tobie widziałam

2. Dziś w twoich oczach

3. Co mogę jeszcze mieć

4. Razem z tobą
- 1972 – Anna Jantar

1. Na skrzydłach dni

2. Kiedy dziś patrzę na topole

3. Ileś wart ja nie wiem

4. Zobaczyliśmy się nagle

### SP (2 titres)
- 1971 – Wszystkie koty w nocy czarne/Marzenia o marzeniach (Waganci)
- 1974 – Nastanie dzień/Tyle słońca w całym mieście
- 1975 – Staruszek świat/Dzień bez happy endu
- 1975 – Będzie dość/Za każdy uśmiech
- 1975 – Mój tylko mój/Dzień nadziei
- 1977 – Dyskotekowy bal/Zgubiłam klucz do nieba
- 1977 – Dyskotekowy bal/Kto umie tęsknić
- 1978 – Baju-baj proszę pana (Jambalaya)/Radość najpiękniejszych lat
- 1978 – Po tamtej stronie marzeń/Mój świat zawsze ten sam
- 1978 – Mój tylko mój/Mój świat zawsze ten sam
- 1978 – Kto powie nam/Dżinsowe maniery
- 1978 – Tylko mnie poproś do tańca/Let me stay/Nie wierz mi nie ufaj mi/Zawsze gdzieś czeka ktoś
- 1979 – Gdzie są dzisiaj tamci ludzie/Nie ma piwa w niebie
- 1979 – Hopelessly devoted to you/You're the one that I want (avec Stanisław Sojka)
- 1985 – Wielka dama tańczy sama/Moje jedyne marzenie
- 2005 – Układ z życiem/Nic nie może wiecznie trwać.

### Cartes postales sonores
- 1971 – Marzenia o marzeniach/Frywolna babcia (Waganci)
- 1972 – Ileś wart ja nie wiem
- 1972 – Ja się w tobie nie zakocham
- 1972 – Zobaczyliśmy się nagle
- 1973 – Najtrudniejszy pierwszy krok
- ? – Twoje oczy obiecują siódme niebo
- 1974 – Kto wymyślił naszą miłość
- 1974 – Tak wiele jest radości
- 1974 – Otwórzmy nieba ciemne drzwi
- 1974 – Tyle słońca w całym mieście
- 1974 – Jaki jesteś jeszcze nie wiem
- 1974 – Żeby szczęśliwym być/Chcę kochać
- 1975 – Będzie dość
- 1975 – Najtrudniejszy pierwszy krok/Biały wiersz od ciebie
- 1975 – Gdzie nie spojrzę-ty/Jaki jesteś jeszcze nie wiem
- 1975 – Hasta Mañana (version polonaise du morceau du groupe ABBA du même titre)/Poszukaj swojej gwiazdy
- 1975 – Za każdy uśmiech/Staruszek świat
- 1975 – Rosyjskie pierniki
- 1977 – Tak blisko nas
- 1977 – Zawsze gdzieś czeka ktoś
- 1977 – Godzina drogi/Gdy on natchnieniem jest
- 1978 – Zwycięży Polska/Chłopcy gola (Argentine '78)
- 1978 – Nie wierz mi nie ufaj mi/Zgubiłam klucz do nieba
- 1978 – Baju baj proszę pana (Jambalaya)/Po tamtej stronie marzeń
- 1978 – Jambalaya
- 1978 – Na ciebie czekam lwie/Po tamtej stronie marzeń
- 1978 – Po tamtej stronie marzeń
- 1979 – Śpij maleńka spokojnie
- 1979 – Słoń to wielka frajda
- 1979 – Słońce za mną chodzi
- 1979 – Nic nie może wiecznie trwać

### Albums studio
- 1974 – Tyle słońca w całym mieście Muza, réédition 2001
- 1976 – Za każdy uśmiech Muza, réédition 2001
- 1977 – Zawsze gdzieś czeka ktoś Muza
- 1980 – Anna Jantar Pronit-Tonpress, réédition 1999, réédition 2003 A.A.MTJ

### Compilations
- 1980 – The Best of Anna Jantar Muza
- 1986 – Anna i Natalia (Anna Jantar, Natalia Kukulska) Savitor
- 1990 – Piosenki Anny Jantar (Anna Jantar et autres interprètes)
- 1990 – The Best of Anna Jantar 2 Muza
- 1991 – Nic nie może wiecznie trwać Muza
- 1991 – Niezapomniane przeboje Akar AKCD-001, reedycja 1995
- 1991 – Największe Przeboje
- 1991 – Piosenki dla dziec (Anna Jantar, Natalia Kukulska)
- 1992 – The collection Sonic
- 1992 – Zamiast słuchać bajek (Anna Jantar, Natalia Kukulska) Akar
- 1992 – Złote przeboje
- 1993 – 1971-1991 Historie Nieznane Intersonus
- 1993 – Wspomnienie Tomy
- 1995 – Niezapomniane przeboje cz.2, Wspomnienie Akar AKCD-002
- 1995 – Niezapomniane przeboje cz.3 Akar AKCD-012
- 1996 – Cygańska pieśń Akar
- 1997 – Antologia 1" Akar
- 1997 – Antologia 2" Akar
- 2000 – Gold Koch Int.
- 2000 – Złota kolekcja – Radość najpiękniejszych lat Pomaton EMI, réédition 2005
- 2000 – Tyle słońca... live (Concert à la mémoire d'Anna Jantar)
- 2003 – Perły – Tyle słońca w całym mieści" Muza
- 2004 – Galeria przebojów (3 CD) Reader's Digest
- 2004 – Platynowa kolekcja – Złote przeboje GM Records
- 2004 – The best – Dyskotekowy bal MTJ
- 2005 – Tyle słońca... (3 CD) MTJ
- 2005 – Po tamtej stronie (Anna Jantar, Natalia Kukulska) Sony BMG Music Ent. Polska
- 2008 – Gwiazdy polskiej piosenki : Anna Jantar – édition spéciale publiée par le journal Polska The Times le 23/06/2008 constituant le premier album de d'une collection d'anthologie en 10 CD de la musique de variété polonaise
- 2008 – Platynowa kolekcja – Największe polskie przeboje – disque édité par le  magazine Tina  le 10/01/2008.
- 2009 – Największe przeboje – disque édité par le magazine Świat Kobiety le 06/07/2009.
- 2010 – Złota kolekcja (2 CD) – CD 1 "Radość najpiękniejszych lat", CD 2 "Spocząć" EMI Music Poland
- 2010 – Wielka Dama (4 CD) – CD 1 "Nieśmiertelna", CD 2 "Słoneczna", CD 3 "Refleksyjna", C D4 "Zaskakująca" EMI Music Poland
- 2012 - Autobiografia (3 CD) - CD 1 "Przebojowa", CD 2 "Liryczna", CD 3 "Live" Reader's Digest

## Récompenses et prix
- 1969 – Festival de la chanson étudiante de Cracovie pour A lipiec grał.
- 1969 – Festival FAMA de Świnoujście prix d'interprétation pour Łąka bez kwiatów.
- 1970 – la chanson "Co ja w tobie widziałam" (interprétée avec le groupe Waganci) est proclamée Chanson de l'année 1970
- 1973 – "Najtrudniejszy pierwszy krok" est la chanson la plus populaire de l'année en Pologne.
- 1974 – Prix du public au Festival d'Opole pour le titre Tyle słońca w całym mieście.
- 1974 – Festival de chanson de l'armée à Kołobrzeg – prix de Polskie Nagranie pour Nie żałujcie serca, dziewczyny, titre "Miss Objectif".
- 1974 – distinction pour l'interprétation de la chanson yougoslave Czas jest złotem au festival de Ljubljana.
- 1974 – IIIe prix au "Cisco 74" de Castlebar en Irlande pour Tak wiele jest radości.
- 1974 – Coupe d'Europe à Villach - IIIe prix avec Marianna Wróblewska et Tadeusz Woźniak.
- 1974 – Tyle słońca w całym mieście "Chanson de l'année 1974".
- 1975 – Festival de Sopot – IIe prix pour l'interprétation de Staruszek świat, prix du public, prix des lecteurs de Głos Wybrzeża  pour le titre Tyle słońca w całym mieście.
- 1975 – IIe prix pour Niech ziemia tonie w kwiatach au festival de Dresde (RDA).
- 1975 – Mój, tylko mój, tube de l'été.
- 1975 – Anna Jantar proclamée "Chanteuse de l'année 1975" en Pologne.
- 1975 – Tyle słońca w całym mieście est proclamée Chanson de l'année.
- 1976 – premier disque d'or pour le LP Tyle słońca w całym mieście du Festival de Sopot.
- 1976 – Anna Jantar obtient la 2e place du classement des interprètes les mieux aimées en Pologne du journal Panorama, et son morceau Za każdy uśmiech - est à la deuxième place dans le concours Chanson de l'année.
- 1977 – deuxième disque d'or pour son LP Za każdy uśmiech enregistré dans l'émission de télévision Studio-2.
- 1979 – IIe place pour Tylko mnie poproś do tańca au festival de Tampere (Finlande).
- 1979 – Nic nie może wiecznie trwać proclamée chanson de l'année 1979 par les auditeurs du Studio Gama.
- 1979 – Anna Jantar proclamée Chanteuse de l'année 1979.